# Stainforth (South Yorkshire)
Stainforth – miasto w Anglii, w hrabstwie ceremonialnym South Yorkshire, w dystrykcie metropolitalnym Doncaster. Leży 38 km na północny wschód od miasta Sheffield i 240 km na północ od Londynu. W 2001 miasto liczyło 6342 mieszkańców.